# Платонов, Олег Владимирович
Олег Владимирович Плато́нов (род. 27 июня 1986) — российский космонавт-испытатель отряда ФГБУ «НИИ ЦПК имени Ю. А. Гагарина». До поступления в отряд космонавтов проходил службу в Воздушно-космических силах Вооружённых сил России. Военный лётчик 1-го класса.

## Ранние годы, учёба и воинская служба
Олег Платонов родился 27 июня 1986 года в Челябинске.
После окончания школы поступил в Краснодарское высшее военное авиационное училище лётчиков (специальность «Эксплуатация воздушных судов и организация воздушного движения»), которое окончил 18 октября 2008 года, с присвоением квалификации «инженер» и воинского звания «лейтенант».
С октября 2008 по ноябрь 2018 года проходил службу в городе Артём Приморского края. Вначале лётчиком, затем, до февраля 2014 года, старшим лётчиком авиационного звена авиационной эскадрильи (в/ч 56147, 23485).
В феврале 2014 года Платонов был назначен командиром авиационного звена авиационной эскадрильи 22-го гвардейского истребительного авиационного полка ВКС России (в/ч 77994), получил воинское звание гвардии майор. Летал на самолётах Су-27, Су-30, Су-35, участвовал в военной операции в Сирии.
11 февраля 2016 года заочно окончил Дальневосточный федеральный университет с присвоением квалификации «бакалавр» по специальности «Государственное и муниципальное управление».

## Космическая подготовка
14 марта 2017 года Олег Платонов подал заявление на участие в начавшемся очередном наборе в отряд космонавтов ФГБУ «НИИ ЦПК имени Ю. А. Гагарина». 23 августа 2018 года получил допуск Главной медицинской комиссии. На заседание конкурсной комиссии 9 августа 2018 года отсутствовал по служебным обстоятельствам, тем не менее 10 августа 2018 года по результатам заседания межведомственной комиссии (МВК) был назван кандидатом в космонавты.
16 ноября 2018 года был переведен в ЦПК имени Ю. А. Гагарина, зачислен в отряд космонавтов и приступил к общекосмической подготовке.
22 января 2019 года в составе условного экипажа вместе с Константином Борисовым и Сергеем Микаевым приступил к тренировкам по действиям после посадки в лесисто-болотистой местности зимой («зимнее выживание»). С 26 по 30 августа в составе группы кандидатов в космонавты прошёл водолазную подготовку в Ногинском спасательном центре МЧС России. 30 августа 2019 года успешно сдал экзамен, и ему была присвоена квалификация «водолаз». В октябре 2019 года в составе условного экипажа вместе с Денисом Матвеевым и Сергеем Микаевым прошёл полный цикл «водного выживания» («сухая», «длинная» и «короткая» тренировки) на базе Универсального морского терминала «Имеретинский» на Чёрном море в Адлерском районе города Сочи.
25 ноября 2020 года сдал государственный экзамен по итогам окончания курса общекосмической подготовки. 2 декабря 2020 года решением Межведомственной квалификационной комиссии (МВКК) по итогам заседания в ЦПК имени Ю. А. Гагарина ему была присвоена квалификация космонавта-испытателя. 7 июля 2021 года в составе условного экипажа вместе с Константином Борисовым и Кириллом Песковым участвовал в двухдневной тренировке по отработке действий после приземления космического аппарата в условиях пустыни. 20 января 2022 года на заседании Межведомственной комиссии был утверждён в качестве бортинженера основного экипажа экспедиции МКС-70.
В феврале 2022 года на космодроме Байконур в составе условного экипажа вместе с Константином Борисовым и инструктором ЦПК Дмитрием Закотенко участвовал в тренировке по действиям после нештатной посадки спускаемого аппарата в степи зимой. В июне 2022 года экипаж МКС-70 в составе Алексея Овчинина, Олега Платонова и Трейси Колдвелл-Дайсон принял участие в тренировках по действиям после посадки космического корабля на водную поверхность.
Проходил подготовку в составе дублирующего экипажа транспортного космического корабля «Союз МС-23», космических экспедиций МКС-68/МКС-69, а также основного экипажа космических экспедиций МКС-69/МКС-70. В связи с аварией 15 декабря 2022 года в системе терморегулирования ТПК «Союз МС-22», запуск ТПК «Союз МС-23» был произведён 24 февраля 2023 года в беспилотном варианте, его основной и дублирующие экипажи были назначены для полёта на ТПК «Союз МС-24». В мае 2023 года на сайте ЦПК имени Ю. А. Гагарина появилась информация, что Олег Платонов проходит подготовку в качестве бортинженера основного экипажа корабля «Союз МС-26» и космической экспедиции МКС-72.
15 августа 2023 года Главная медицинская комиссия рекомендовала вывести космонавта Олега Платонова из состава дублирующего экипажа «Союз МС-24». 21 августа 2024 года решением Межведомственной комиссии по отбору космонавтов назначен бортинженером в основной экипаж экспедиции МКС-74 и корабля «Союз МС-28».

## Космические полеты
| # | Стартовый корабль          | Старт                    | Экспедиция | Корабль посадки           | Посадка | Налёт | Выходы в открытый космос | Время в открытом космосе |
| - | -------------------------- | ------------------------ | ---------- | ------------------------- | ------- | ----- | ------------------------ | ------------------------ |
| 1 | Crew Dragon SpaceX Crew-11 | 01.08.2025, 11:33:38 UTC | 72         | Crew Dragon SpaceX Crew-8 |         |       | 0                        | 0                        |

## Награды
- медаль «За отвагу» (2020)
- медаль «За воинскую доблесть» II степени;
- медали «За отличие в военной службе» I, II и III степени;
- медаль «Участнику военной операции в Сирии»;
- медаль «100 лет истребительной авиации России»;
- знак «Парашютист-отличник».

## Семья, увлечения
Олег Платонов женат, воспитывает сына и дочь.